# Feldflieger-Abteilung 58
Feldflieger-Abteilung Nr. 58 – FFA 58 (Polowy oddział lotniczy nr 58) – jednostka obserwacyjna i rozpoznawcza lotnictwa niemieckiego Luftstreitkräfte z początkowego okresu I wojny światowej.

## Informacje ogólne
Jednostka została utworzona na początku I wojny światowej, w dniu 1 kwietnia 1915 roku w Fliegerersatz Abteilung Nr. 1 i weszła w skład większej jednostki Batalionu Lotniczego nr 1. Jednostka uczestniczyła w walkach na froncie wschodnim. 
29 listopada 1916 roku jednostka została przeformowana i zmieniona w Fliegerabteilung 284 (Artillerie) - (FA A 2846).
W jednostce służył m.in. Karl Deilmann.